# Vorlesungen über das Gottmenschentum
Die Vorlesungen über das Gottmenschentum (russisch Чтения о богочеловечестве / Tschtenija o bogotschelowetschestwe, wiss. Transliteration Čtenija o bogočelovečestve bzw. Chtenija o bogochelovechestve) sind ein eines der wichtigsten theologischen und metaphysischen Werke des russischen Philosophen Wladimir Sergejewitsch Solowjow (1853–1900), durch welches er zu Lebzeiten und auch posthum weltweite Bekanntheit erlangte, eine Sammlung philosophisch-theologischer Schriften aus seiner Zeit als Universitätsprofessor.

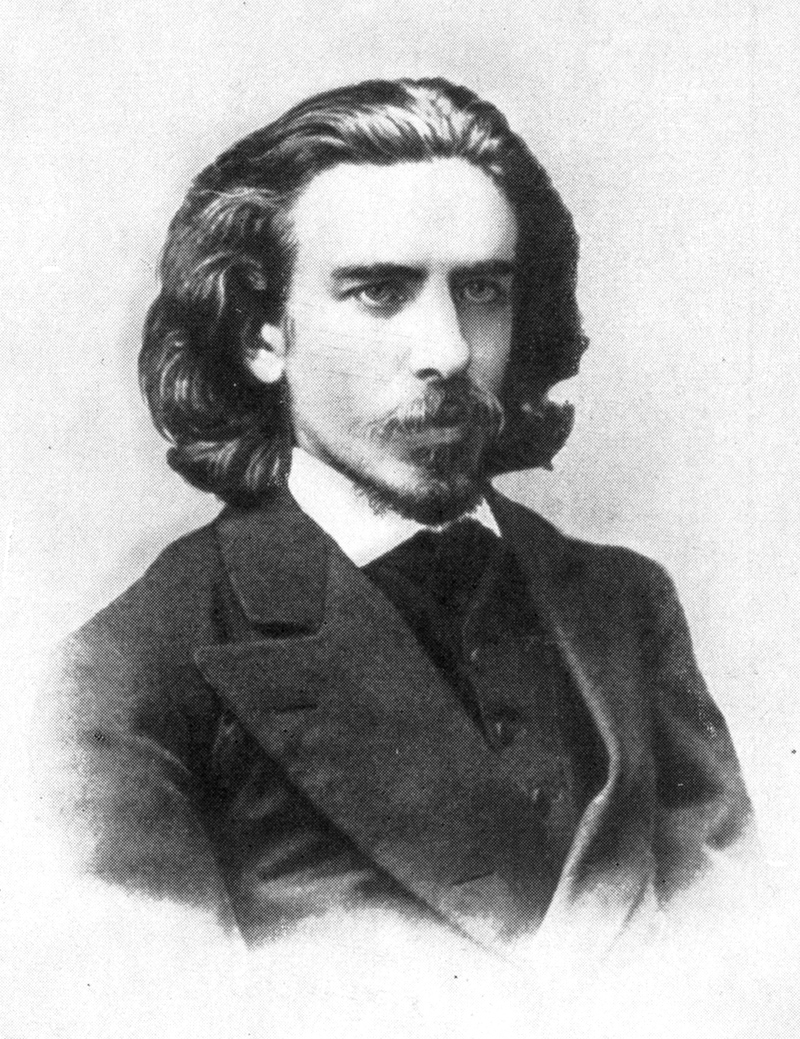
Wladimir Solowjow in den 1870er Jahren

## Geschichte
Das Ganze wurde zwischen 1877 und 1881 verfasst und besteht aus einem Zyklus von zwölf Vorlesungen, die in St. Petersburg gehalten wurden. Die erste Vorlesung wurde am 29. Januar 1878 gehalten, und zu den Anwesenden gehörten Fjodor Dostojewski, Leo Tolstoi und andere.
Laut einer Notiz in der Februarausgabe 1878 der Zeitschrift Prawoslawnoje obosrenije (russisch Православное обозрение, wiss. Transliteration Pravoslavnoe obozrenie; The Orthodox Review) bestand die Aufgabe der Vorlesungen darin,

„die Vernünftigkeit der positiven Religion zu zeigen, zu zeigen, dass die Wahrheit des Glaubens in der Fülle ihres konkreten Inhalts zugleich die Wahrheit der Vernunft ist. Der zentrale Teil der Lesungen ist die Idee der Gottmenschentums oder des lebendigen Gottes.“

 Der Text der Vorlesungen steht im Zusammenhang mit den Vorträgen über die Geschichte der Philosophie (Лекции по истории философии / Lekzii po istorii filossofii), die Solowjow 1880–1881 gehalten hat.
Wladimir Solowjow „ist der Philosoph, der die Lehre des Gottmenschentums systematisch ausgearbeitet und im Rahmen seines Weltverständnisses philosophisch begründet hat“ (Vera Ammer).
Seine zwölf Vorlesungen über das Gottmenschentum sind inspiriert von der Idee, dass nur Gott oder Jesus Christus die Nation retten könne, und so begann Solowjow mit der Verfassung dieses außergewöhnlichen Werkes. Fachleute bezeichnen sein Werk als 'Theosophie', eine „organische Synthese von Theologie, Philosophie und Erfahrungswissenschaft“.
Die Abhandlung ist in zwölf Kapitel unterteilt und in ihrem Mittelpunkt stehen der Messias und die Kirche. Solowjow legt darin seine grundlegenden Auffassungen über die Entwicklung der Geschichte, das Wesen und die heutige Stellung von Religion, Philosophie und Wissenschaft dar.